# Los 40 (Estados Unidos)
Los 40 (estilizado como LOS40), también conocida como Los 40 USA, es una cadena de radio web estadounidense de origen español. Es propiedad de Prisa Radio (España).
Los 40 está presente en otros países como España, país original de la emisora, y en varios países de Hispanoamérica como Argentina, Chile, Colombia, Costa Rica, Ecuador, Guatemala, México, Nicaragua, Panamá, Paraguay, República Dominicana, entre otros. Es una emisora de enfoque joven y dinámico, dedicada a la tendencia de la música actual, tanto en español como en inglés.

## Historia
El 25 de abril de 2023 se publica en la cuenta oficial de Los 40 USA de TikTok un vídeo anunciando la llegada de la emisora española al país estadounidense, esto supondría la presencia de LOS40 en 14 países. Más tarde, el 9 de junio de 2023, la versión inglesa del periódico El País anunciaba la llegada de la radio a dicho país, teniendo por ahora solo disponible la versión web.